# Cyathophorum densirete
Cyathophorum densirete är en bladmossart som beskrevs av Brotherus 1893. Cyathophorum densirete ingår i släktet Cyathophorum och familjen Hookeriaceae. Inga underarter finns listade i Catalogue of Life.